# Papa Pio IV
Pio IV, nato Giovanni Angelo Medici di Marignano (in latino: Pius IV; Milano, 31 marzo 1499 – Roma, 9 dicembre 1565), è stato il 224º papa della Chiesa cattolica, dal 1559 al 1565. Fu il pontefice che portò a conclusione il Concilio di Trento, il 4 dicembre 1563.

## Biografia
Giovanni Angelo Medici nacque a Milano. Il padre, Bernardino Medici di Nosigia, apparteneva alla famiglia dei Medici milanesi che si riteneva imparentata alla lontana con i Medici di Firenze, pur senza prove effettive di discendenza comune. La madre, Cecilia Serbelloni, era figlia di Giovanni Gabriele, membro del Senato di Milano. Giovanni Angelo era inoltre fratello del celebre condottiero lombardo Gian Giacomo Medici, nominato in seguito marchese di Melegnano, nonché zio di San Carlo Borromeo.
Giovanni Angelo studiò filosofia e medicina all'Università di Pavia, poi frequentò i corsi di diritto in quella di Bologna, dove si laureò in utroque iure (11 maggio 1525). Divenne un quotato esperto giurista, e a 28 anni decise di entrare al servizio della Chiesa recandosi a Roma dove giunse il 26 dicembre 1527. Da lì tornò nel 1528 in Lombardia, dove fu arciprete di Mazzo di Valtellina fino al 1529, quando il lontano "parente" Clemente VII (1523-1534) lo richiamò a Roma e lo nominò protonotario apostolico (26 dicembre 1529).
Le sue qualità di instancabile lavoratore, e l'abilità nel gestire gli affari, lo portarono a riscuotere la profonda stima del successore di papa Clemente, ovvero papa Paolo III (1534-1549). Contemporaneamente, nel 1545 il fratello Gian Giacomo Medici sposò, con il beneplacito di Paolo III, Marzia Orsini. Con questo matrimonio la famiglia Medici diventò parente dei potenti principi Orsini, ascendendo ai piani alti dell'aristocrazia italiana. Inoltre divenne parente anche di Paolo III, la cui nonna materna era Caterina Orsini dei duchi di Gravina. Fu proprio Paolo III a creare Giovanni Angelo Medici cardinale, nel 1549. Un'altra conseguenza indiretta fu che i nobili Medici di Firenze iniziarono a chiamare “parenti” la famiglia di Giovannangelo, per evidenti motivi di prestigio, specialmente dopo l'elezione di quest'ultimo. In quello stesso anno e sino al 1553, venne eletto vescovo della Diocesi di Ragusa di Dalmazia.
Sotto papa Giulio III (1550-1555), il Medici fu nominato prefetto della Segnatura di Grazia, legato di Romagna (1551) e governatore di Campagna e Marittima (1552). Al conclave del 1555 si schierò con la fazione anti-francese.
Sotto il pontificato di Paolo IV (1555-1559), la sua posizione s'incrinò: infatti preferì lasciare Roma (estate del 1558). Trascorse un periodo in Lombardia, poi in Toscana, dove cercò di curare la gotta che lo affliggeva.

### Conclavi
Durante il suo periodo di cardinalato, Giovanni Angelo de' Medici partecipò a quattro conclavi:
- conclave del 1549-1550, che elesse papa Giulio III
- conclave dell'aprile 1555, che elesse papa Marcello II
- conclave del maggio 1555, che elesse papa Paolo IV
- conclave del 1559, che elesse papa lui stesso.

### Cronologia incarichi
- 1529: è nominato protonotario apostolico, riceve l'arcipretura di Mazzo, presso Tirano (Valtellina);
- 1534: è governatore di Ascoli;
- 1535: è governatore di Città di Castello;
- 1536-1541: è governatore di Parma;
- 1539: è governatore di Fano;
- 1542-43: è commissario delle truppe pontificie inviate in Ungheria e Polonia contro Turchi e luterani;
- Novembre 1542: è nominato commendatario perpetuo del priorato di San Gemolo di Ganna;
- 1543: è incaricato di una missione diplomatica presso il Duca di Ferrara. Si reca a Busseto, per risolvere una disputa di confine;
- 1544: è governatore di Ancona;
- 14 dicembre 1545 – 1553: è arcivescovo di Ragusa di Dalmazia (viene ordinato vescovo il 25 aprile 1546);
- 1546: è legato pontificio in Germania, dove collabora con l'imperatore Carlo V d'Asburgo nella sua guerra contro la Lega di Smalcalda;
- 1547: è legato a Bologna;
- 1548: è vicelegato a Perugia;
- 8 aprile 1549 – 1º settembre 1550 e 11 dicembre 1552 – 1553: è cardinale presbitero di Santa Pudenziana;
- 21 luglio 1550: è prefetto della Segnatura di Grazia;
- 1º settembre 1550 – 23 marzo 1552: è cardinal presbitero di Sant'Anastasia;
- 27 marzo 1550 - 1554: è ministro commendatario dell'Ospedale Maggiore di Vercelli[6];
- 22 maggio 1551: è legato di Romagna;
- 1552: è governatore di Campagna e Marittima;
- 1º marzo 1553 – 25 giugno 1556; è vescovo di Cassano all'Jonio;
- 11 dicembre 1553 – 20 settembre 1557: è cardinal presbitero di Santo Stefano al Monte Celio;
- 25 giugno 1556 - 7 maggio 1557: è vescovo di Foligno;
- 20 settembre 1557 – 25 dicembre 1559:  è cardinal presbitero di Santa Prisca;
- (1557-58): è nominato abate commendatario di San Silano di Romagnano e priore commendatario di Santa Maria in Calvenzano, presso Marignano, nel Milanese;
- 25 dicembre 1559: viene eletto Papa.

## Il conclave del 1559
Giovanni Angelo Medici fu eletto papa il 26 dicembre 1559. Il 6 gennaio 1560, giorno dell'Epifania, fu incoronato nella Cappella Paolina dal Decano del collegio cardinalizio, Alessandro Farnese.
Pio IV fu il quarto cardinale, tra quelli creati da Paolo III (1534-1549) a diventare papa.
Il conclave si aprì il 5 settembre e si chiuse il 26 dicembre, per una durata di 112 giorni: fu il più lungo dopo oltre due secoli. Per trovarne uno più duraturo bisogna ritornare agli anni 1314-1316 (elezione di papa Giovanni XXII).

## Il pontificato

### Il Concilio di Trento
Il 29 novembre 1560 Pio IV pubblicò la bolla Ad ecclesiae regimen con la quale riaprì i lavori del Concilio ecumenico, convocando i padri conciliari a Trento per il 18 gennaio 1562. La ripresa del concilio richiese lunghe trattative tra Roma e le maggiori potenze cattoliche (Spagna, Impero e Francia). Le tre potenze erano divise: da una parte, l'imperatore Ferdinando I d'Asburgo e la regina consorte di Francia Caterina de' Medici, avrebbero voluto l'indizione di un nuovo Concilio in una città diversa da Trento. Al contrario, il re di Spagna Filippo II desiderava fosse esplicitamente affermata nella bolla la continuità con le precedenti assemblee. La bolla annunciò la convocazione del concilio, senza però affermare esplicitamente la continuità con le sessioni precedenti.
Prima che fossero ripresi i lavori, Pio IV ordinò la revisione del processo al cardinal Giovanni Gerolamo Morone (imprigionato da Paolo IV con l'accusa di eresia), che si concluse con la sua piena assoluzione. Completamente riabilitato il cardinale, Pio IV lo inviò a Trento per dirigere le ultime sessioni del Concilio in qualità di legato papale (1563).
Pio IV chiuse infine il Concilio di Trento il 4 dicembre 1563. I decreti del Concilio vennero confermati dal pontefice nel Concistoro del 26 gennaio 1564 e pubblicati il 30 giugno seguente (bolla Benedictus Deus). Con la costituzione apostolica Alias Nos del 2 agosto il pontefice nominò un collegio di otto cardinali incaricati di rivedere e valutare i decreti: la Congregazione del concilio. In precedenza, il 24 marzo aveva approvato il nuovo Indice dei libri proibiti (bolla Dominici gregis custodiae). Il 13 novembre 1564 il pontefice approvò, con la bolla Iniunctum nobis, il "Credo Tridentino" (Professio fidei Tridentinae), affermando con questo atto la suprema autorità papale all'interno della comunità ecclesiale. Infine, il 24 febbraio 1565 fece pubblicare la bolla In principis apostolorum sede, con la quale vennero espressamente revocati tutti i privilegi, esenzioni e immunità per qualunque titolo accordati, che fossero in contrasto con le norme del Concilio.
La Professio rimarrà immutata fino al 1877.

### Lotta alle eresie e difesa del cristianesimo
In Francia il pericolo di un scisma degli ugonotti era incombente. Per sventarlo, Pio IV sostenne la lotta del re di Francia contro di essi, fornendo truppe e denaro.

Il pontefice fece le sue rimostranze alla regina d'Inghilterra Elisabetta I per le discriminazioni operate nei confronti dei cattolici inglesi. A Maria Stuarda, cattolica regina di Scozia, donò la rosa d'oro.
Ricevette la rosa d'oro anche Anna di Boemia, moglie di Ferdinando I d'Asburgo, imperatore del Sacro Romano Impero.
Per difendere i cristiani del Nord Africa, organizzò una spedizione militare a Gerba

### Relazioni con le istituzioni della Chiesa
- Per regolamentare l'Inquisizione Pio IV pubblicò quattro costituzioni apostoliche: Pastoralis Officii (14 ottobre 1562), Cum inter crimina del 27 dicembre 1562, Romanus Pontifex (16 febbraio 1564)[10] e Cum per nos del 1564;
- Il 10 marzo 1561 pubblicò la bolla Sacrosanta Romana Ecclesia con la quale riconobbe il miracolo eucaristico di Morrovalle, avvenuto nell'omonima cittadina marchigiana nell'aprile 1560;
- Il 1º ottobre 1561 approvò la fondazione dell'Ordine di Santo Stefano papa e martire creato da Cosimo de' Medici, duca di Firenze e di Siena (breve Eximiae devotionis). Il successivo 1º febbraio 1562 ne approvò lo Statuto, consacrandolo sotto la regola benedettina (bolla His, quae pro Religionis propagatione);
- 1º marzo 1564: impose ai vescovi la presenza effettiva nelle loro diocesi.
- Il pontefice vietò la rielezione delle stesse persone al provincialato, salva causa urgente (costituzione apostolica Sedis Apostolicae, 14 settembre 1565);

### Decisioni in materia teologica
Nel 1562 il Tribunale dell'Inquisizione condannò il francese Odet de Coligny de Châtillon, creato cardinale da papa Clemente VII (1523-1534), che nel 1560 si era convertito alla Riforma protestante. Il 31 marzo 1563 Pio IV confermò la condanna per eresia con la scomunica.
Il 24 marzo 1564 pubblicò la bolla Dominici Gregis Custodiae con la quale riaffermò il divieto di evocazione dei defunti, già affermato dal Concilio di Firenze nel 1439, dichiarandola una pratica magica.

### Decisioni in materia liturgica
- Pio IV abolì la riforma disciplinare dei conventi e dei monasteri del suo predecessore Paolo IV (1555).

### Relazioni con gli ebrei
Il 27 febbraio 1562 Pio IV pubblicò la bolla Dudum felicis con la quale confermò i duri provvedimenti del suo predecessore Paolo IV nei confronti degli ebrei. Egli però aumentò le dimensioni del ghetto romano e s'impegnò ad aprire dei negozi poco fuori le mura del serraglio, per favorire gli ebrei. Successivamente però desistette da questo proposito su consiglio dell'imperatore Ferdinando I d'Asburgo. Pio IV concesse agli ebrei di realizzare copie stampate del Talmud, anche se il nome dello stampatore che appariva sul frontespizio doveva essere cristiano.

### Altri documenti del pontificato

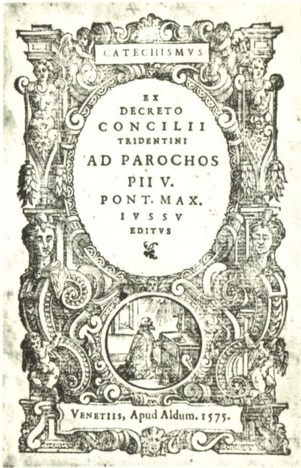
Frontespizio dell'edizione a stampa del catechismo della Chiesa cattolica.

Dopo la chiusura del Concilio, Pio IV emanò altri provvedimenti: 
- avviò la compilazione del primo 
Catechismo della Chiesa cattolica (anche se non arrivò a vederne la stampa nel 1566);
- fece preparare la riforma del breviario romano e del messale;
- iniziò la revisione della Vulgata. A questo scopo nominò una commissione di Cardinali (1561), che iniziò la collezione di importanti manoscritti[11];
- il 20 gennaio 1564 pubblicò la famosa «bolla del Perdono» indirizzata alla comunità di Melegnano[12];
- Nel 1564 sancì che in tutte le università dei Paesi cattolici gli studenti, prima di laurearsi, avrebbero reso una professione di fede conforme agli insegnamenti del Concilio di Trento (bolla In Sacrosanta). Venivano pertanto esclusi dalla laurea, di qualsiasi facoltà, gli scomunicati, gli atei e chi professasse qualsiasi religione al di fuori del Cattolicesimo[13][14].
- Con la bolla Sedes Apostolica Gratiarum Abundantissima Mater (22 febbraio 1564) concesse al collegio dei dottori dello Studium di Urbino la facoltà di rilasciare lauree.

### Governo dello Stato Pontificio
Durante il suo pontificato, Pio IV emanò alcuni importanti provvedimenti. Tra essi:
- il 22 marzo 1560 confermò il privilegio del comune di Ancona di fare ispezionare le farmacie locali dai propri medici e conservatori e non dal Protomedico di Roma[15]

### Opere realizzate a Roma
Nel 1561 il pontefice portò a termine la costruzione, all'interno dei giardini Vaticani, di Villa Pia, voluta dal suo predecessore Paolo IV.

Nel 1565 ordinò la costruzione di tre nuove strade a nord del Passetto, estendendo così il rione di Borgo. Le tre strade furono chiamate rispettivamente: Borgo Pio (dal nome del Pontefice), Borgo Vittorio (dalla vittoria di Lepanto) e Borgo Angelico (da Angelo, il nome di battesimo del Papa).

Di fronte ai resti delle Terme di Diocleziano fece erigere la Basilica di Santa Maria degli Angeli e dei Martiri (bolla del 27 luglio 1561).

### Patrono di arti e scienze

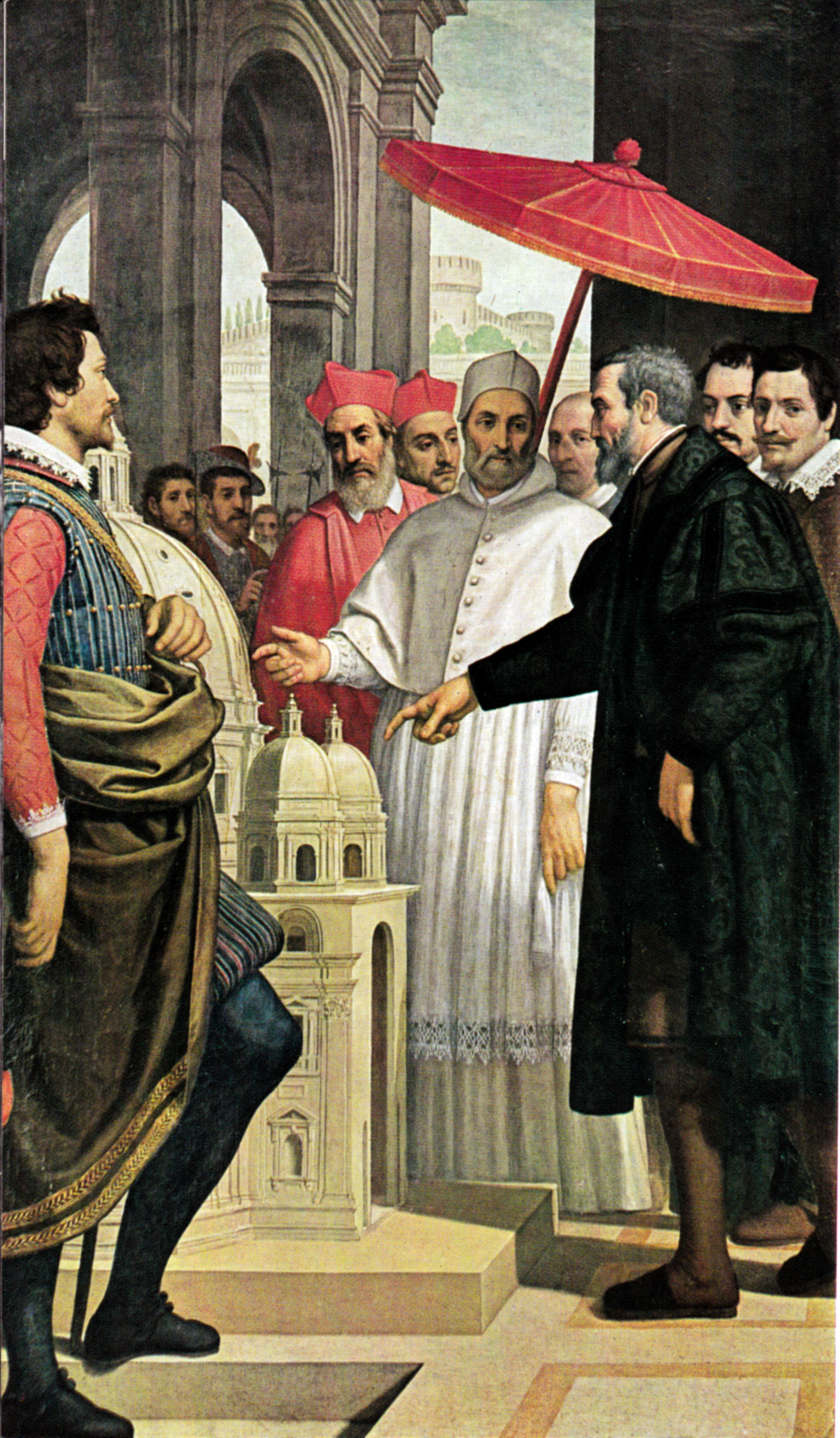
Domenico Passignano, Michelangelo mostra a Pio IV il modello della Basilica di San Pietro, 1619 ca. (olio su tela, 236 x 141 cm, Casa Buonarroti).

Pio IV si rivelò, durante il suo papato, un generoso patrono delle arti. Tra i maggiori artisti di cui fu committente figurano Michelangelo Buonarroti, Daniele da Volterra e Giovanni da Udine. Tra le sue opere più significative va segnalata Porta Pia, eretta tra il 1561 ed il 1564 su progetto di Michelangelo, in sostituzione dell'antica Porta Nomentana, a fondale della strada Pia (dopo l'unità d'Italia, via del Quirinale e via XX Settembre).
Il pontefice agevolò anche l'arte della stampa istituendo nel 1561 la Stamperia del popolo romano. Chiamò a dirigerla Paolo Manuzio, figlio terzogenito di Aldo (Motu proprio del 22 luglio 1561). Successivamente il pontefice concesse il privilegio di stampa anche ad altre officine tipografiche. In pochi anni l'Urbe divenne la seconda città per la produzione di libri in Italia, dopo Venezia.
Tra le altre misure per favorire la diffusione della cultura, Pio IV incoraggiò la riforma della musica sacra, approvando l'opera di Giovanni Pierluigi da Palestrina. Inoltre confermò i benefici dell'Università di Douai, capoluogo culturale delle Fiandre.

### Lotta al nepotismo
Il predecessore di Pio IV, Paolo IV (1555-1559), aveva favorito in molti modi la propria famiglia, i Carafa, concedendole privilegi e benefici.

Pio IV aprì un'inchiesta sui parenti del predecessore. Molti furono sollevati dal proprio incarico, alcune carriere vennero bloccate. L'inchiesta culminò nel 1560: il 30 gennaio di quell'anno Carlo Carafa, cardinale, fu rimosso dall'incarico. Il 7 giugno Pio IV lo fece arrestare, assieme ad altri tre noti esponenti della famiglia, per gli abusi di potere esercitati durante il precedente pontificato. Carlo fu accusato di aver indotto lo zio pontefice a scatenare un'insensata guerra contro la potente Spagna, nonché di eresia per aver trattato con il sultano turco. Il fratello Giovanni fu accusato di aver fatto strangolare la moglie per adulterio e per avere personalmente ucciso il suo amante. Alfonso Carafa, cardinale al pari di Carlo, fu accusato di avere estorto del denaro allo zio morente. Vennero arrestati anche Ferrante Carafa e Leonardo de Cardenas.

Carlo e Giovanni Carafa furono condannati a morte. L'esecuzione avvenne in Castel Sant'Angelo nel marzo 1561. Carlo, in quanto cardinale, venne giustiziato con la garrota, ovvero senza spargimento di sangue (notte 4-5 marzo 1561). All'alba del 5 marzo, suo fratello Giovanni, Ferrante Carafa e Leonardo de Cardenas vennero decapitati.
L'ultima sentenza di morte contro un cardinale era stata eseguita il 16 luglio 1517, quando fu giustiziato Alfonso Petrucci.
Tra le misure contro il nepotismo si può elencare anche un decreto pubblicato il 19 novembre 1561. Con esso fu fissata la durata della carica del “coadiutore”. Essa decadeva con la morte del pontefice che aveva effettuato la nomina. In questo modo il prelato non aveva il diritto di succedergli scavalcando così il conclave.
Questa durezza nel reprimere le pratiche nepotistiche del papa precedente non gli impedì di attuarle lui stesso con i suoi parenti: Pio IV nominò un gran numero di cardinali tra i suoi congiunti: scelse per la porpora due nipoti, Carlo Borromeo e Marco Sittico Altemps, un cugino, Giovanni Antonio Serbelloni (della famiglia di sua madre), e altri parenti più lontani come il napoletano Alfonso Gesualdo (cognato di una sua nipote) e il piemontese Guido Ferrero (cugino di Carlo Borromeo).

#### La cospirazione Accolti
Nel 1565 fu sventata una cospirazione contro il pontefice.

Sul finire del 1564 i conti Antonio Canossa e Taddeo Manfredi, il cavalier Giangiacomo Pelliccione, Benedetto Accolti (figlio illegittimo del cardinale Pietro Accolti), il nipote di costui Giulio, Prospero Pittori e Giovanni da Norcia (servitori del conte Manfredi), ordirono una congiura allo scopo di assassinare il pontefice. Riunitisi in un palazzo nel rione di Borgo, adiacente alla chiesa di San Lorenzo in Piscibus, la notte del 6 novembre, l'indomani si recarono in udienza dal papa nella stanza della Segnatura, armati di spade e pugnali, ma per qualche motivo non riuscirono a concretizzare l'atto. Nelle settimane successive i congiurati richiesero nuovamente udienza da Pio IV, riuscendo poi ad ottenere di essere ricevuti per il 14 dicembre. La notte precedente, tuttavia, il cavalier Pelliccione si recò presso gli appartamenti papali, riuscendo dopo molte insistenze a farsi ammettere alla presenza del papa, cui rivelò l'esistenza della congiura.
La mattina del 14 dicembre i birri pontifici fecero irruzione al palazzo del conte Manfredi, ove i congiurati stavano dormendo, riuscendo ad arrestarli tutti tranne il conte Canossa, che sarà fermato quattro giorni dopo in casa di una prostituta. Dopo interrogatori, torture e un processo durato oltre un mese, il 18 gennaio fu emessa la sentenza: Canossa, Manfredi e Benedetto Accolti furono condannati a morte, il Pelliccione esiliato e tutti gli altri prosciolti.

## Morte e sepoltura
Pio IV morì all'età di 66 anni il 9 dicembre 1565 per l'acutizzarsi di una febbre con le complicazioni provocate da un'infezione urinaria. Furono presenti al momento del trapasso Carlo Borromeo e Filippo Neri.
Fu provvisoriamente sepolto in San Pietro, ma la sua tumulazione definitiva avvenne il 4 gennaio 1583 nel presbiterio della basilica di Santa Maria degli Angeli e dei Martiri.

## Canonizzazioni
Nel 1560 proclamò beato Gonzalo di Amarante (1186-1260), religioso e predicatore portoghese.

## Diocesi erette da Pio IV

### Nuove diocesi
- 27 giugno 1561
  - Diocesi di Santiago del Cile (il territorio fu ricavato dalle diocesi di La Plata e di Lima);
- 10 novembre 1561
  - Diocesi di Montepulciano (il territorio fu ricavato dalla diocesi di Chiusi)
- 19 novembre 1561
  - Diocesi di Yucatán (il territorio fu ricavato dalla diocesi di Tlaxcala);
  - Diocesi di Vera Paz (il territorio fu ricavato dalla diocesi di Santiago di Guatemala)[23]
- 11 settembre 1562
  - Diocesi di Santafé en Nueva Granada (il territorio fu ricavato dalla diocesi di Santa Marta)
- 22 marzo 1563
  - Diocesi di La Imperial (il territorio fu ricavato dalla diocesi di Santiago del Cile)
- 14 luglio 1564
  - Diocesi di Orihuela (Spagna, il territorio fu ricavato dalla diocesi di Cartagena).

### Elevazioni al rango di arcidiocesi
- 9 febbraio 1562 (bolla Super universas)
  - Diocesi di Lanciano (elevata al rango di arcidiocesi senza suffraganee)
- 7 luglio 1563 (bolla Super universas)
  - Diocesi di Urbino (elevata al rango di arcidiocesi metropolitana)
- 22 marzo 1564 (bolla In suprema dignitatis apostolicae)
  - Diocesi di Santafé en Nueva Granada, fondata due anni prima dallo stesso pontefice.

### Trasferimenti di sede
- 1561
  - Diocesi di Comayagua (trasferimento da Trujillo della sede della diocesi dell'Honduras)

## Concistori per la creazione di nuovi cardinali
Papa Pio IV durante il suo pontificato ha creato 46 cardinali nel corso di 4 distinti concistori.
Pio IV confermò le norme sull'elezione papale redatte da Gregorio X (1271-1276) e ne approvò di nuove, raccolte nella bolla In eligendis (1562).

## Titoli cardinalizi istituiti da Pio IV
Il 15 maggio 1565 il pontefice istituì il titolo cardinalizio di Santa Maria degli Angeli.

## Parenti e discendenti
Giovanni Angelo fu il secondo di quattro figli: il primogenito fu Gian Giacomo (1498-1555), che si diede alla carriera militare ricevendo molti onori; Margherita, la sorella minore, contrasse matrimonio con il conte Giberto II Borromeo, conte d'Arona, e fu madre di san Carlo Borromeo (1538-1584); la quarta figlia, Clara, sposò il nobile austriaco Wolf Dietrich von Ems zu Hohenems, reclutatore e comandante di truppe mercenarie, e fu madre di Jacob Hannibal (1530-1587), anch'egli uomo d'armi.
Pio IV creò cardinale il cugino Giovanni Antonio Serbelloni, figlio del fratello della madre, e il nipote Mark Sittich von Hohenems. Seppe valorizzare anche le doti dell'altro nipote, Carlo Borromeo, creandolo cardinale, nominandolo arcivescovo di Milano, ed elevando alla porpora anche il cognato della sorella di Carlo, Alfonso Gesualdo, e il loro cugino Guido Luca Ferrero.
Giovanni Angelo Medici, prima di diventare papa, fu padre di tre figli.

## Genealogia episcopale e successione apostolica
La genealogia episcopale è:
- Arcivescovo Filippo Archinto
- Papa Pio IV

La successione apostolica è:
- Cardinale Marcantonio Bobba (1557)
- Cardinale Giovanni Antonio Serbelloni (1557)
- Vescovo Giovanni Domenico D'Anna (1561)

## Albero genealogico
|                                |                            |                            | Genitori |  |  | Nonni |  |  | Bisnonni                     |  |  | Trisnonni                 |  |
|                                |                            |                            |          |  |  |       |  |  | Cristoforo Medici di Nosigia |  |  | Giacomo Medici di Nosigia |  |
|                                |                            |                            |          |  |  |       |  |  | Cristoforo Medici di Nosigia |  |  | Giacomo Medici di Nosigia |  |
|                                |                            | …                          |          |  |  |       |  |  | Cristoforo Medici di Nosigia |  |  |                           |  |
| Gian Giacomo Medici di Nosigia |                            |                            |          |  |  |       |  |  | Cristoforo Medici di Nosigia |  |  |                           |  |
|                                |                            | …                          | …        |  |  |       |  |  |                              |  |  |                           |  |
|                                |                            | …                          | …        |  |  |       |  |  |                              |  |  |                           |  |
|                                |                            | …                          | …        |  |  |       |  |  |                              |  |  |                           |  |
| Bernardino Medici di Nosigia   |                            | …                          |          |  |  |       |  |  |                              |  |  |                           |  |
|                                |                            | Giovanni Battista Rajnoldi | …        |  |  |       |  |  |                              |  |  |                           |  |
|                                |                            | Giovanni Battista Rajnoldi | …        |  |  |       |  |  |                              |  |  |                           |  |
|                                |                            | Giovanni Battista Rajnoldi | …        |  |  |       |  |  |                              |  |  |                           |  |
| Clara Rajnoldi                 |                            | Giovanni Battista Rajnoldi |          |  |  |       |  |  |                              |  |  |                           |  |
|                                |                            | …                          | …        |  |  |       |  |  |                              |  |  |                           |  |
|                                |                            | …                          | …        |  |  |       |  |  |                              |  |  |                           |  |
|                                |                            | …                          | …        |  |  |       |  |  |                              |  |  |                           |  |
| Pio IV                         |                            | …                          |          |  |  |       |  |  |                              |  |  |                           |  |
|                                | Giovanni Pietro Serbelloni | …                          |          |  |  |       |  |  |                              |  |  |                           |  |
|                                | Giovanni Pietro Serbelloni | …                          |          |  |  |       |  |  |                              |  |  |                           |  |
|                                | Giovanni Pietro Serbelloni | …                          |          |  |  |       |  |  |                              |  |  |                           |  |
| Giovanni Gabriele Serbelloni   | Giovanni Pietro Serbelloni |                            |          |  |  |       |  |  |                              |  |  |                           |  |
|                                |                            | Elisabetta Rajnoldi        | …        |  |  |       |  |  |                              |  |  |                           |  |
|                                |                            | Elisabetta Rajnoldi        | …        |  |  |       |  |  |                              |  |  |                           |  |
|                                |                            | Elisabetta Rajnoldi        | …        |  |  |       |  |  |                              |  |  |                           |  |
| Cecilia Serbelloni             |                            | Elisabetta Rajnoldi        |          |  |  |       |  |  |                              |  |  |                           |  |
|                                |                            | …                          | …        |  |  |       |  |  |                              |  |  |                           |  |
|                                |                            | …                          | …        |  |  |       |  |  |                              |  |  |                           |  |
|                                |                            | …                          | …        |  |  |       |  |  |                              |  |  |                           |  |
| Caterina Bellingeri            |                            | …                          |          |  |  |       |  |  |                              |  |  |                           |  |
|                                |                            | …                          | …        |  |  |       |  |  |                              |  |  |                           |  |
|                                |                            | …                          | …        |  |  |       |  |  |                              |  |  |                           |  |
|                                |                            | …                          | …        |  |  |       |  |  |                              |  |  |                           |  |
|                                |                            | …                          |          |  |  |       |  |  |                              |  |  |                           |  |

### Fonti coeve
- Carlo Borromeo: Al Beatissimo et Santissimo Nostro Signore Papa Pio IV. Padova, 1565.
- Onofrio Panvinio: Vita Pii IV. Bologna, 1567.

### Fonti secondarie
- (EN) Salvador Miranda, Conclave of September 5 to December 25, 1559, su fiu.edu – The Cardinals of the Holy Roman Church, Florida International University.
- S. Redaelli Pio IV. Un pirata a San Pietro Mursia, Milano ISBN 978-88-425-3953-7